# Hossein Borudscherdi

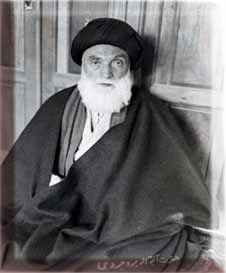
Hossein Borudscherdi

Hossein Ali Ahmadi Tabatabai Borudscherdi (auch Husain Ali Ahmadi Tabatabai Borujerdi, persisch آیت‌الله العظمی حسین طباطبایی بروجردی; * 1875 in Borudscherd, Luristan, Iran; † 30. März 1961 in Ghom) war ein iranischer Großajatollah und der letzte von allen schiitischen Geistlichen anerkannte Mardschaʿ-e Taghlid.

## Leben
1875 wurde Hossein Borudscherdi in Borudscherd geboren, worauf sich seine Nisba bezieht. Er studierte die islamische Jurisprudenz (Fiqh), war ein Schüler des Achund Mohammad Kāzem Chorāsāni und entwickelte durch seine eigenen Auslegungen und Rechtsprechungen einen großen Einfluss, der z. B. Morteza Motahhari aber auch viele andere Geistliche seiner Zeit prägte. 
Als herausragend gilt seine Hadith-Kritik auf wissenschaftlicher Basis. Ausgehend von der Untersuchung kleiner Perioden vollzieht er die Überliefererkette nach und stellt die Authentizität vieler Hadithe in Frage. 

### Wirkung
Die Position des Mardschaʿ war nach dem Tod von Großajatollah Hossein Haeri Yazdi 1941 vakant. Viele Religionsgelehrte wünschten sich Borudscherdi als Nachfolger. 1944, als sich Borudscherdi nach Teheran in ärztliche Behandlung begab, besuchte Schah Mohammad Reza Pahlavi Borudscherdi persönlich im Krankenhaus, eine seltene Geste des Monarchen. Der Besuch wurde als Zustimmung des Monarchen zu seiner Berufung als Mardschaʿ gewertet.
1949, nach dem Attentat auf Schah Mohammad Reza Pahlavi, und nachdem Borudscherdi als absolute Instanz (oder auch: Quelle der Nachahmung) von allen schiitischen Großajatollahs anerkannt worden war, berief er mehr als 2.000 Religionsgelehrte zu einem Kongress nach Ghom, um dort die quietistische Tradition der schiitischen Geistlichkeit anzumahnen und zu erneuern. Solange Borudscherdi lebte, unterstützte er Schah Mohammad Reza Pahlavi mehrfach öffentlich. So beendete er nach dem Attentat auf den Schah im Februar 1949 seine Rede zu Gunsten des Schahs mit den Worten: „Möge Gott Ihr Königreich beschützen“.
Unter seiner Führung wurden die Studierenden in den Seminaren Ghom angehalten, sich nicht aktiv politisch zu betätigen. So hat er Seyyed Modschtaba Mirlohi, besser bekannt unter dem Namen Navab Safavi und Seyyed Abdol-Hussein Vahedi, die Gründer der Fedajin-e Islam, aus dem Seminar in Ghom wegen ihrer Verwicklungen in Mordanschläge (Attentat auf Ahmad Kasravi, Attentat auf Abdolhossein Hazhir, Attentat auf Ali Razmara) zwangsexmatrikuliert. Borudscherdi setzte auch Chomeini, der zu dieser Zeit ein unbedeutender Kleriker war, unter Druck, da er ihn für den geistigen Mentor der Fedajin-e Islam hielt. Aus demselben Grund war auch die Beziehung zwischen Großajatollah Borudscherdi und Ajatollah Abol-Ghasem Kaschani getrübt. Trotz der angespannten persönlichen Beziehungen setzte sich Borudscherdi für die Aufhebung der Verbannung von Kaschani im Jahr 1950, seine Rückkehr in den Iran und für seine Freilassung im Jahr 1956 nach dem Sturz von Mossadegh ein.
Borudscherdi sah die Monarchie als Antithese zur säkularen Republik und dem kommunistischen Atheismus. Nachdem er in der Frage der Verstaatlichung der Ölindustrie und deren politischen Folgen Premierminister Mossadegh zunächst unterstützt hatte, rückte er im Laufe der Zeit zunehmend von Mossadegh ab. Er drohte ihm sogar damit nach Najaf zu emigrieren, was das politische Ende seiner Regierung bedeutet hätte. Borudscherdi, der in dieser Zeit eng mit dem damaligen Parlamentspräsidenten Ajatollah Kaschani zusammenarbeitete, unterstützte am Ende sogar die Ablösung Mossadeghs. Bereits am 13. Juni 1953, zum Fest des Fastenbrechens, brachte Kaschani mehr Demonstranten gegen Mossadegh auf die Straße als die Anhänger Mossadeghs in einer Gegendemonstration eine Woche später. Borudscherdi gilt daher nach neueren Forschungsergebnissen als entscheidender Faktor beim Sturz von Mossadegh am 19. August 1953, da es die Geistlichen waren, die die massiven Pro-Schah-Demonstrationen an diesem Tag organisiert hatten, die letztendlich Mossadegh zur Aufgabe seines Amtes zu Gunsten Fazlollah Zahedis zwangen.
Es verwundert daher nicht, dass Borudscherdi nicht gegen die Verfolgung und das Verbot der Tudeh Partei und die aufkeimende Verfolgung der Bahai, jeweils in den Jahren 1954–1955, war. In einer Fatwa (1955) erklärte er Pepsi-Cola für verwerflich, weil der iranische Konzessionär ein bekennender Bahai war.
Seine quietistische Einstellung hielt Borudscherdi allerdings nicht davon ab, in wichtigen politischen Fragen seinen Einfluss geltend zu machen. Gegen die Frauenemanzipation und Landreform eingestellt erließ er am 16. Mai 1960 eine Fatwa gegen die Reformen des Schahs. Aus Rücksicht auf Borudscherdi setzte der Schah erst nach dessen Tod und nach einer Reihe von Konzessionen gegenüber der Geistlichkeit sein Reformprogramm um, das als Weiße Revolution in die Geschichte Irans eingehen sollte. So wurden der Islamunterricht in den Schulen ausgeweitet, Unterhaltungsveranstaltungen auf öffentlichen Plätzen und in öffentlichen Einrichtungen während religiöser Feiertage verboten, die Verpflichtung des Schahs, für den schiitischen Islam einzutreten, erneuert, die staatliche Unterstützung für den Bau von Moscheen erhöht und die Zahl der Pilger, die mit staatlicher Unterstützung nach Mekka reisen konnten, gesteigert.

Ajatollah Ruhollah Chomeini polemisierte 1970 nachträglich gegen Borudscherdi in seinem Traktat Hokumat-e eslami (Der islamische Staat) und bezeichnete ihn und andere als Pseudofromme: 

„Denn sie bilden ein Hindernis auf dem Wege unserer Reformen und unserer Bewegung. Sie haben uns die Hände gebunden. Im Namen des Islam fügen sie dem Islam Schaden zu.“

### Zitat
Hossein Borudscherdi wird anlässlich des Sturzes von Mohammad Mossadegh im Jahr 1953 folgendes Zitat zugeschrieben: 

„Wir, die Geistlichkeit, sollen einen islamischen Staat gründen? … Wir wären hundertmal größere Verbrecher als die, die jetzt an der Macht sind.“